# 城厢区
城厢区是中国福建省莆田市所辖的市辖区，位于福建沿海中部兴化平原西北部，全区面积509平方公里，是莆田市文化、教育、商业、科技中心和交通樞紐、政治中心。區政府駐荔華東大道269號。
城廂區是莆田文化的肇始，承載了莆田城市主要的功能，旅遊資源豐富，全區有全國重點文物保護單位2個，國家4A級風景區1個，國家3A級旅遊風景區5個，省級風景名勝區1個，省級森林公園1個，莆田舊“二十四勝景”12處在城廂境內。

## 行政区划
城厢区下辖3个街道办事处、4个镇：
龙桥街道、凤凰山街道、霞林街道、常太镇、华亭镇、灵川镇和东海镇。

## 人口
根據第七次全国人口普查數據，截至2020年11月1日零時，城廂區常住人口為547422人。

## 历史
城厢区在秦朝前隶属于扬州，秦朝时期隶属于闽中郡，汉朝时期隶属于会稽郡，晋朝时期隶属于晋安郡。568年，南朝陈光大二年莆田立县，城厢区隶属莆田县。1279年，元至元十六年兴化路划为左厢、右厢、东厢、南厢，设立城厢录事司，“城厢”名由此来。1984年6月城厢区成为莆田市辖区，之前隶属莆田县。

## 旅游

### 景点
- 九龙谷国家森林公园
- 凤凰山公园
- 龙脊山烈士公园

### 文物古迹
全国重点文物保护单位（同时都是福建省文物保护单位）：
- 木兰陂（3-56）
- 释迦文佛塔(广化寺塔)（3-149）
- 元妙观三清殿（4-103）

福建省文物保护单位：
- 莆田譙樓（2-37）
- 林兆恩墓（3-62）
- 卫理公会莆田总堂（4-39）
- 兴化府城隍庙（5-19）
- 莆田大宗伯第（5-26）
- 李富墓（6-12）
- 云门寺（6-19）
- 石室寺塔（6-26）
- 东汾五帝庙（6-59）